# Liceul Teoretic „Báthory István” din Cluj-Napoca
Liceul Teoretic „Báthory István” (fostul Liceu Piarist din Cluj) este o unitate de învățământ din Cluj-Napoca, aflată pe str. M. Kogălniceanu nr. 2. Liceul își desfășoară activitatea pe locul școlii cu etaj deschise de iezuiți în anul 1727, în perimetrul Bisericii Iezuiților și a Convictus Nobilium, toate preluate în anul 1773 de ordinul piarist.

## Galerie

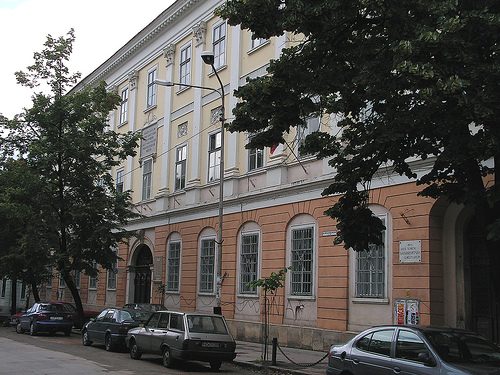
Liceul Teoretic Báthory István (fost Liceul Piarist, str. M.Kogălniceanu nr. 2)
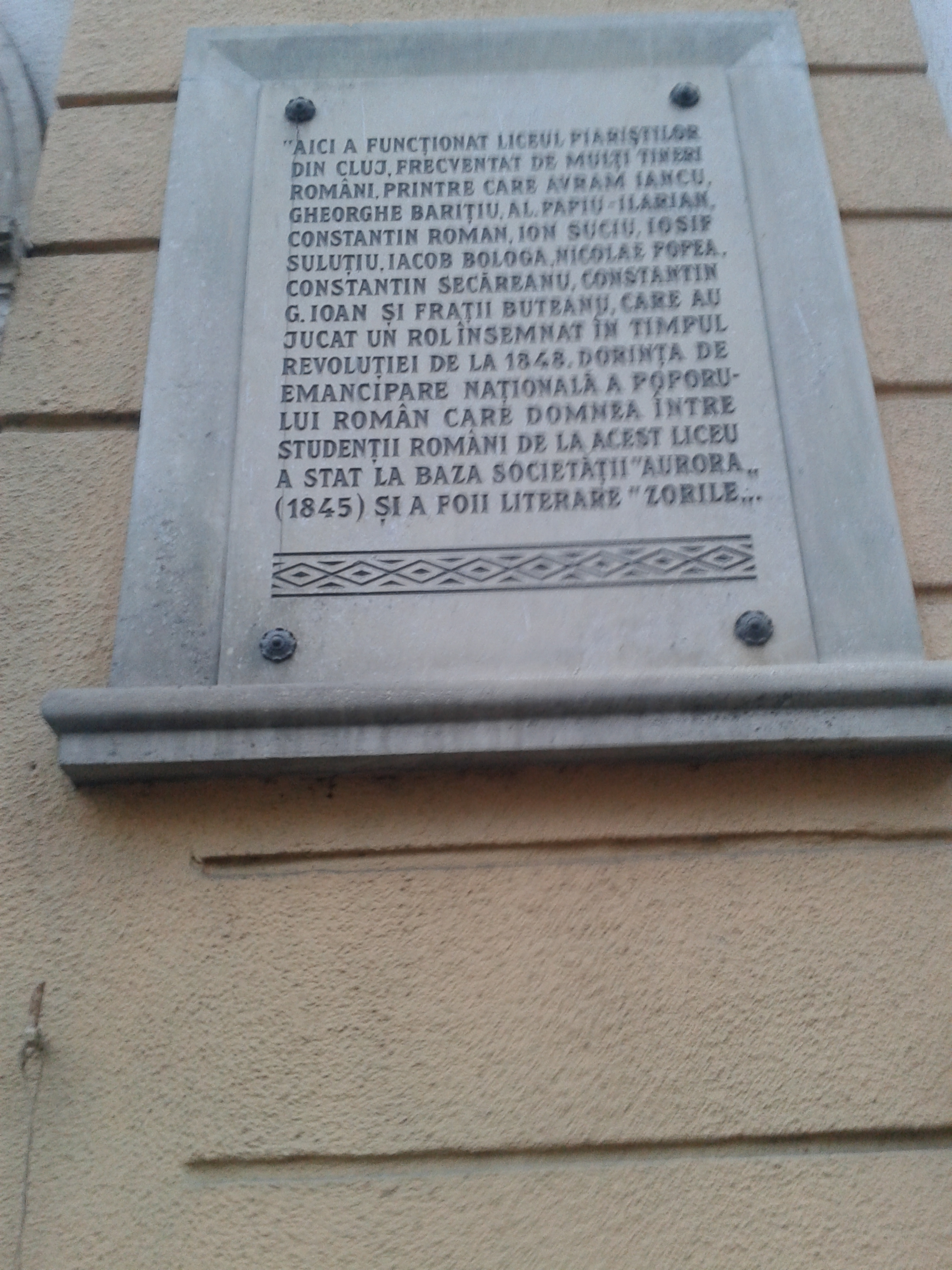
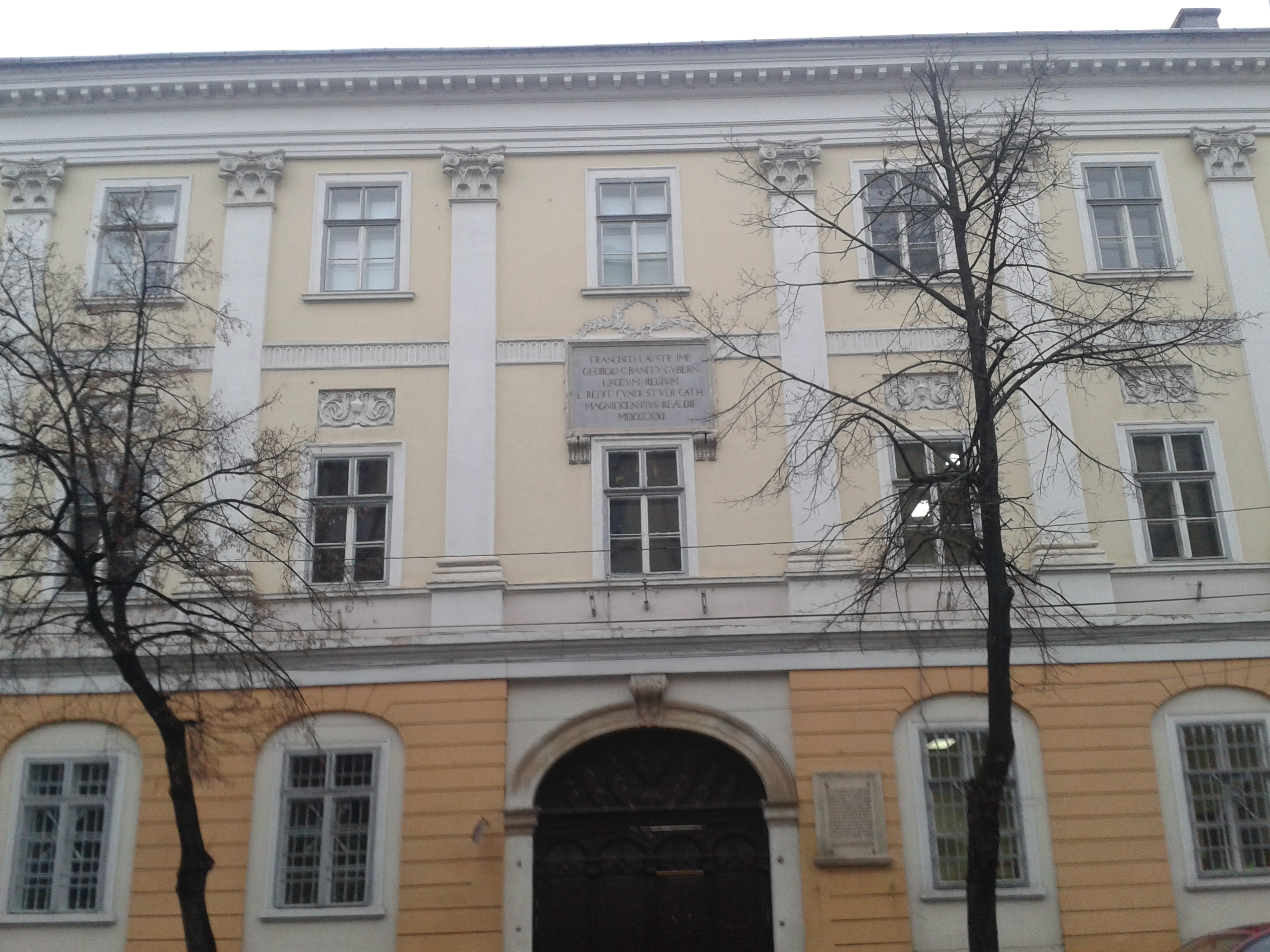
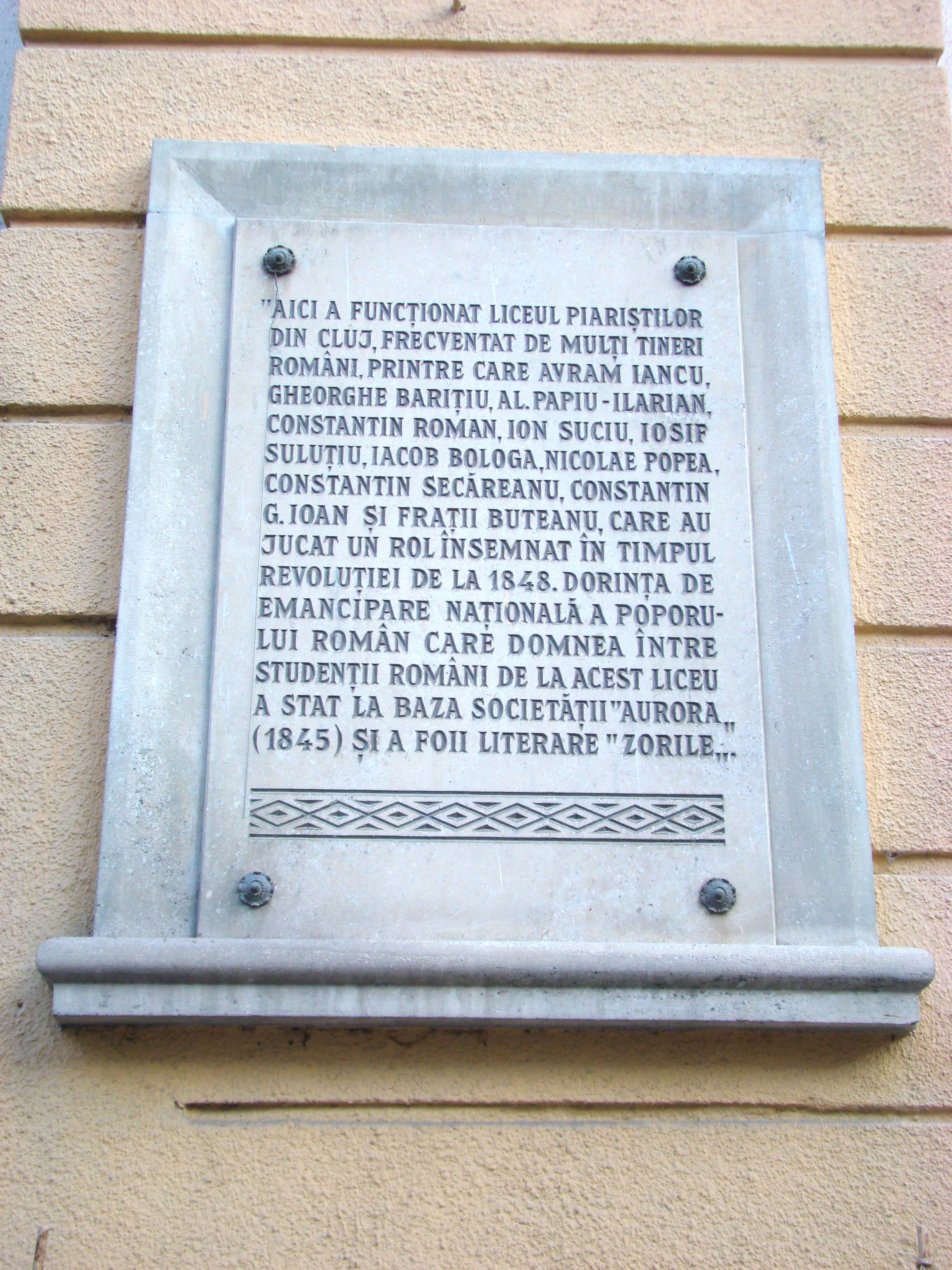
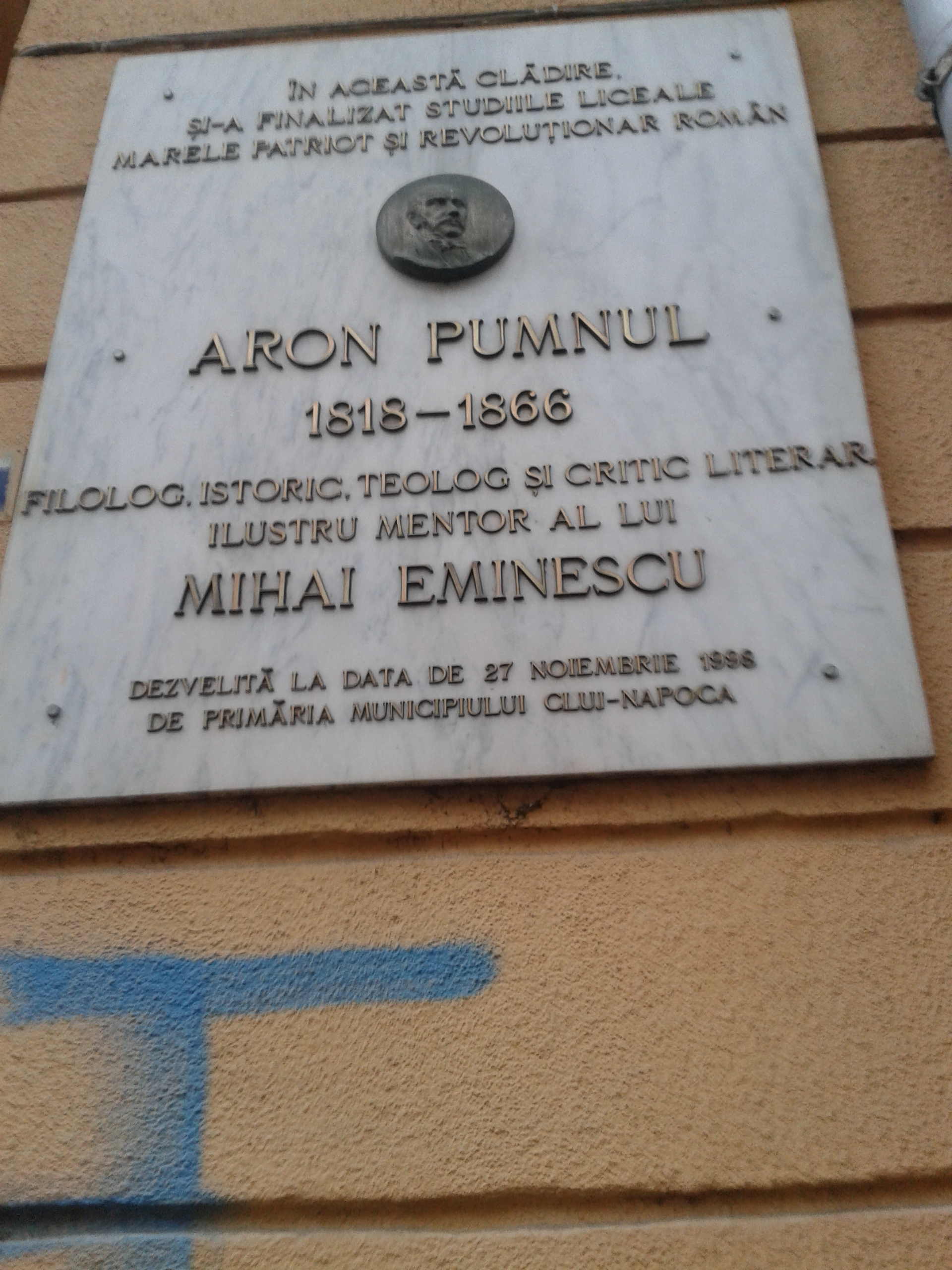